# Coppa Davis 2015 Zona Asia/Oceania Gruppo III
Il Gruppo III della Zona Asia/Oceania (Asia/Oceania Zone) è il terzo e penultimo livello di competizione della zona Asia/Oceania, una delle tre divisioni zonali della Coppa Davis 2015. I due vincitori sono ammessi al Gruppo II nel 2016.

## Nazioni partecipanti
- Arabia Saudita
- Cambogia
- Hong Kong
- Qatar

- Malaysia
- Siria
- Turkmenistan
- Vietnam

## Formula
Le otto nazioni partecipanti vengono suddivise in due gironi da quattro squadre, in cui ciascuna squadra affronta le altre incluse nel proprio girone (Pool). Le prime due in classifica di ciascun girone si qualificano alle semifinali, dove la prima di un girone affronta la seconda dell'altro. Le due nazioni vincenti vengono promosse al Gruppo II, pertanto non si disputa alcuna finale.

## Pool
- Sede: Kompleks Tenis Tun Razak, Kuala Lumpur, Malaysia (cemento outdoor)
- Periodo: 25-28 marzo 2015

|   | Pool A (Dettagli)    | Malaysia (bandiera) | Hong Kong (bandiera) | Qatar (bandiera) | Arabia Saudita (bandiera) |   |                    | Pool B (Dettagli) | Vietnam (bandiera) | Turkmenistan (bandiera) | Siria (bandiera) | Cambogia (bandiera) |
| 1 | Malaysia (3-0)       |                     | 2-1                  | 3-0              | 3-0                       | 1 | Vietnam (3-0)      |                   | 3-0                | 2-1                     | 3-0              |                     |
| 2 | Hong Kong (2-1)      | 1-2                 |                      | 2-1              | 3-0                       | 2 | Turkmenistan (2-1) | 0-3               |                    | 2-1                     | 2-1              |                     |
| 3 | Qatar (1-2)          | 0-3                 | 1-2                  |                  | 3-0                       | 3 | Siria (1-2)        | 1-2               | 1-2                |                         | 2-1              |                     |
| 4 | Arabia Saudita (0-3) | 0-3                 | 0-3                  | 0-3              |                           | 4 | Cambogia (0-3)     | 0-3               | 1-2                | 1-2                     |                  |                     |

### Spareggi promozione

#### Malesia vs. Turkmenistan
| Malaysia 2 | Kompleks Tenis Tun Razak, Kuala Lumpur, Malaysia 28 marzo 2015 Cemento (outdoor) | Kompleks Tenis Tun Razak, Kuala Lumpur, Malaysia 28 marzo 2015 Cemento (outdoor)                   | Turkmenistan 1 |     |     |             |
| \| \| \| \| 1 \| 2 \| 3 \| \| \| - \| \| -------------------------------------------------------------------------------------------------- \| ---- \| --- \| --- \| ----------- \| \| 1 \| \| Mohd Assri Merzuki Georgij Počaj \| 63 7 \| 6 3 \| 6 3 \| \| \| 2 \| \| Syed Mohd Agil Syed Naguib Isa Mammetgulyev \| 6 3 \| 3 6 \| 6 2 \| \| \| 3 \| \| Muhammad Ashaari Bin Zainal Abidin / Ariez Elyaas Deen Heshaam Aleksandr Ernepesov / Georgij Počaj \| \| \| \| non giocato \| |                                                                                  | |                |     |     |             |
| |                                                                                  | | 1              | 2   | 3   |             |
| 1 | Malaysia (bandiera) · Turkmenistan (bandiera)                                    | Mohd Assri Merzuki Georgij Počaj                                                                   | 63 7           | 6 3 | 6 3 |             |
| 2 | Malaysia (bandiera) · Turkmenistan (bandiera)                                    | Syed Mohd Agil Syed Naguib Isa Mammetgulyev                                                        | 6 3            | 3 6 | 6 2 |             |
| 3 | Malaysia (bandiera) · Turkmenistan (bandiera)                                    | Muhammad Ashaari Bin Zainal Abidin / Ariez Elyaas Deen Heshaam Aleksandr Ernepesov / Georgij Počaj |                |     |     | non giocato |

#### Vietnam vs. Hong Kong
| Vietnam 2 | Kompleks Tenis Tun Razak, Kuala Lumpur, Malaysia 28 marzo 2015 Cemento (outdoor) | Kompleks Tenis Tun Razak, Kuala Lumpur, Malaysia 28 marzo 2015 Cemento (outdoor) | Hong Kong 0 |     |     |             |
| \| \| \| \| 1 \| 2 \| 3 \| \| \| - \| \| ----------------------------------------------------------- \| --- \| --- \| --- \| ----------- \| \| 1 \| \| Thien Nguyen Hoang Phillip King \| 6 1 \| 6 0 \| \| \| \| 2 \| \| Nam Hoang Ly Hei Yin Andrew Li \| 4 6 \| 6 3 \| 6 2 \| \| \| 3 \| \| Minh-Quan Do / Quang-Tri Lam Siu-Fai Kelvin Lam / Jack Wong \| \| \| \| non giocato \| |                                                                                  |                                                                                  |             |     |     |             |
| |                                                                                  |                                                                                  | 1           | 2   | 3   |             |
| 1 | Vietnam (bandiera) · Hong Kong (bandiera)                                        | Thien Nguyen Hoang Phillip King                                                  | 6 1         | 6 0 |     |             |
| 2 | Vietnam (bandiera) · Hong Kong (bandiera)                                        | Nam Hoang Ly Hei Yin Andrew Li                                                   | 4 6         | 6 3 | 6 2 |             |
| 3 | Vietnam (bandiera) · Hong Kong (bandiera)                                        | Minh-Quan Do / Quang-Tri Lam Siu-Fai Kelvin Lam / Jack Wong                      |             |     |     | non giocato |

### Spareggi retrocessione

#### Siria vs. Arabia Saudita
| Siria 3 | Kompleks Tenis Tun Razak, Kuala Lumpur, Malaysia 28 marzo 2015 Cemento (outdoor) | Kompleks Tenis Tun Razak, Kuala Lumpur, Malaysia 28 marzo 2015 Cemento (outdoor) | Arabia Saudita 0 |     |     |  |
| \| \| \| \| 1 \| 2 \| 3 \| \| \| - \| \| ------------------------------------------------------ \| --- \| --- \| --- \| \| \| 1 \| \| Marc Abdelnour Faisal Alrebdi \| 6 3 \| 6 1 \| \| \| \| 2 \| \| Bruno Abdel Nour Fahad Al Saad \| 6 3 \| 6 1 \| \| \| \| 3 \| \| Marc Abdelnour / Amer Naow Omar Ahmed / Omar Al Thagib \| 6 1 \| 3 6 \| 7 5 \| \| |                                                                                  |                                                                                  |                  |     |     |  |
| |                                                                                  |                                                                                  | 1                | 2   | 3   |  |
| 1 | Siria (bandiera) · Arabia Saudita (bandiera)                                     | Marc Abdelnour Faisal Alrebdi                                                    | 6 3              | 6 1 |     |  |
| 2 | Siria (bandiera) · Arabia Saudita (bandiera)                                     | Bruno Abdel Nour Fahad Al Saad                                                   | 6 3              | 6 1 |     |  |
| 3 | Siria (bandiera) · Arabia Saudita (bandiera)                                     | Marc Abdelnour / Amer Naow Omar Ahmed / Omar Al Thagib                           | 6 1              | 3 6 | 7 5 |  |

#### Cambogia vs. Qatar
| Cambogia 2 | Kompleks Tenis Tun Razak, Kuala Lumpur, Malaysia 28 marzo 2015 Cemento (outdoor) | Kompleks Tenis Tun Razak, Kuala Lumpur, Malaysia 28 marzo 2015 Cemento (outdoor)   | Qatar 1 |     |   |  |
| \| \| \| \| 1 \| 2 \| 3 \| \| \| - \| \| ---------------------------------------------------------------------------------- \| --- \| --- \| - \| \| \| 1 \| \| Phalkun Mam Jabor Mohammed Ali Mutawa \| 6 2 \| 6 1 \| \| \| \| 2 \| \| Kenny Bun Mubarak Al Jarrasi \| 7 5 \| 6 3 \| \| \| \| 3 \| \| Socheaphearun Doeum / Samneang Long Jabor Mohammed Ali Mutawa / Mousa Shanan Zayed \| 2 6 \| 1 6 \| \| \| |                                                                                  |                                                                                    |         |     |   |  |
| |                                                                                  |                                                                                    | 1       | 2   | 3 |  |
| 1 | Cambogia (bandiera) · Qatar (bandiera)                                           | Phalkun Mam Jabor Mohammed Ali Mutawa                                              | 6 2     | 6 1 |   |  |
| 2 | Cambogia (bandiera) · Qatar (bandiera)                                           | Kenny Bun Mubarak Al Jarrasi                                                       | 7 5     | 6 3 |   |  |
| 3 | Cambogia (bandiera) · Qatar (bandiera)                                           | Socheaphearun Doeum / Samneang Long Jabor Mohammed Ali Mutawa / Mousa Shanan Zayed | 2 6     | 1 6 |   |  |

## Verdetti
- Promosse al Gruppo II:  Malaysia -  Vietnam
- Retrocesse al Gruppo IV:  Arabia Saudita -  Qatar